# Praça Bib-Rambla

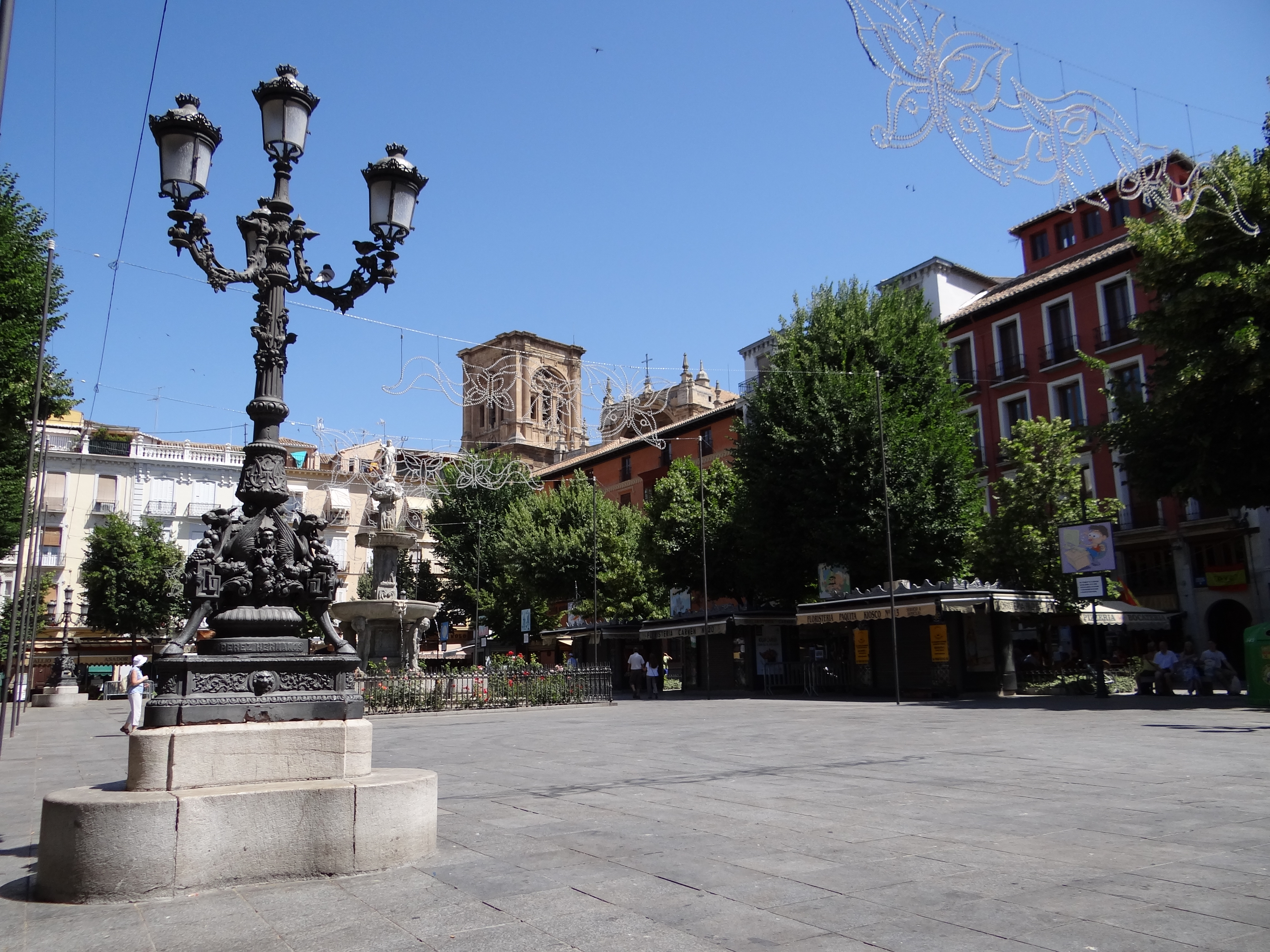
Vista da Praça Bib-Rambla

A Praça Bib-Rambla ou Bibarrambla é uma praça histórica da cidade de Granada, Espanha, cuja origem remonta à Idade Média, ao período nacérida, quando se pensa ter tido um papel importante na cidade devido à sua proximidade do núcleo comercial e mercantil da capital do Reino Nacérida de Granada. O comércio na cidade medieval concentrava-se sobretudo no emaranhado de ruas ruelas das vizinhas Alcaicería (mercado da seda) e Zacatín, em cujas ruas.
O nome da praça deve-se ao nome de uma das antigas portas da muralha nacérida, a Bib Arrambla, que dava para o rio Darro e depois se chamou Arco das Orejas (das orelhas). Esta porta foi demolida entre 1873 e 1884 e reconstruida nos bosques da Alhambra em 1933. A Bib Arrambla dava acesso ao Rabad Arrambla (arrabalde da Rambla), que começou por ser um arrabalde (bairro extramuros, isto é, fora da muralha), que ocupava a zona da praça atual. Apesar de ser um bairro pequeno, era muito ativo comercialmente e dispunha de uma mesquita própria (Jima Haddion, ou dos ferreiros) e uma alhóndiga (al-Fondaq Zaida).

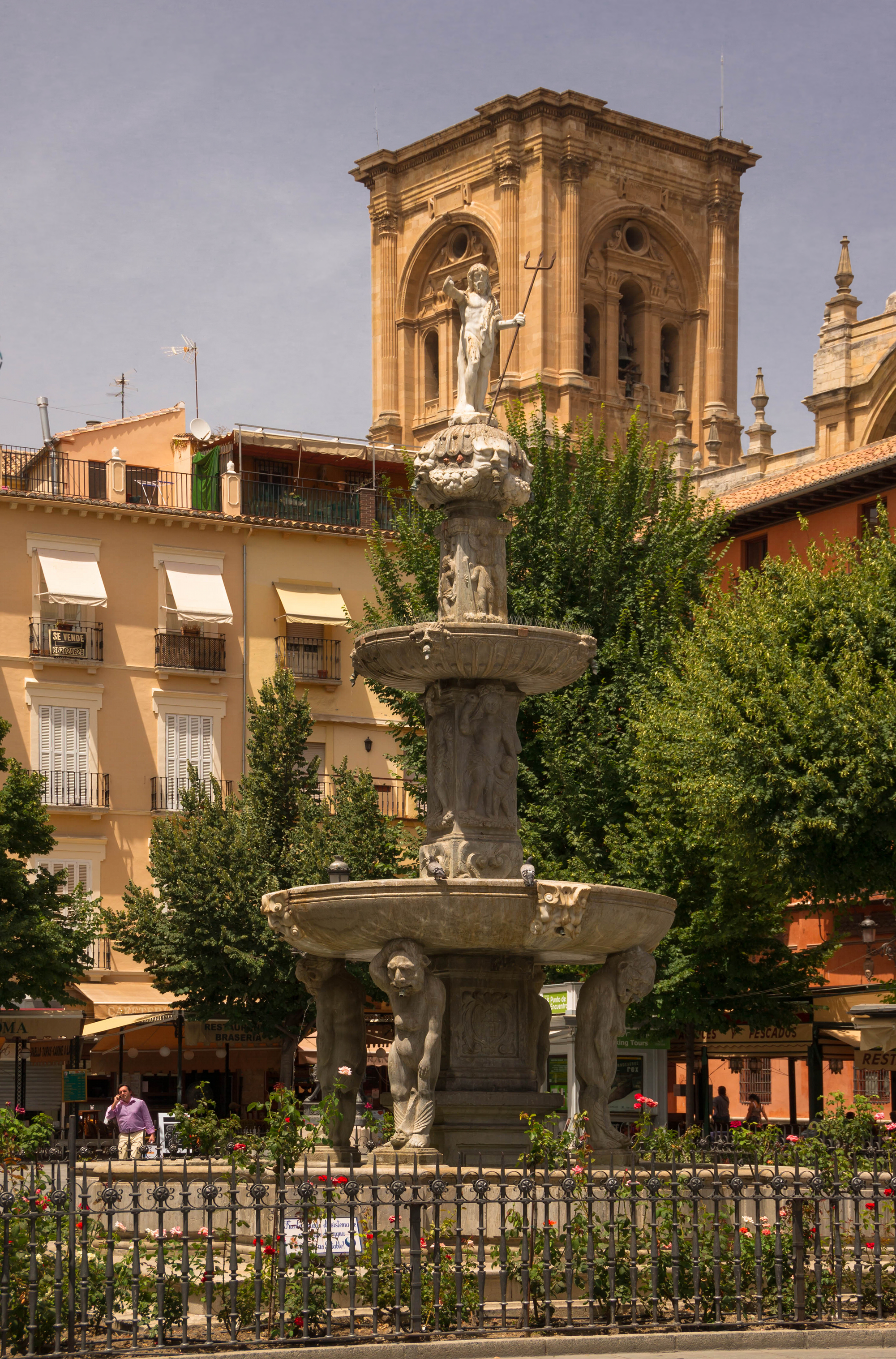
A Fonte dos Gigantes, no centro da praça, com a torre da catedral em segundo plano

Em épocas posteriores à conquista cristã da cidade (1492), a praça foi o local onde se organizavam justas, festas, touradas e outros espetáculos públicos.[carece de fontes?] As touradas eram por vezes muito sangrentas — em agosto de 1609, 20 touros mataram 36 pessoas e feriram outras 60 na praça. A praça foi também palco de autos de fé da Inquisição, onde foi decidida o destino de muitos cidadãos e onde foram queimados muitos manuscritos árabes, particularmente cópias do Alcorão. Estima-se que foram queimadas cerca de um milhão de obras em Granada.
Gradualmente, foi perdendo alguma da sua importância passada e, à semelhança de outras praças e ruas de Granada, sofreu grandes remodelações. Após a remodelação de final do século XVI ganhou uma dimensão semelhante à atual. Foram construídas arcadas num dos lados, onde trabalhavam os escriturários da cidade, e foram instaladas alfândegas para fiscalizar o comércio de especiarias e de têxteis. A praça foi também o local onde se realizavam as feiras de cavalos. Em meados do século XIX a praça ganha a sua configuração atual, com a abertura da rua Príncipe para a ligar à praça del Carmen e a construção da abóbada sobre o rio Darro.
Atualmente é uma praça de planta retangular, presidida pela Fonte dos Gigantes, com motivos pagãos e detalhes bucólicos próprios de uma praça comercial. A fonte  foi construída no século XVII e levada para a praça em 1940. Deve o seu nome aos  gigantes que suportam um tanque circular acima do qual se ergue uma estátua de Neptuno. Em volta da fonte há barracas de venda de flores, que vão mudando radicalmente ao longo do ano, passando pelos ramos de abeto, pinheiro e poinsétias no Natal, aos ramos de flores no dia dos namorados e no dia da mãe. Nos extremos, a praça é decorada com candeeiros de ferro de tipo sevilhano. As árvores da praça são tílias da espécie Tilia cordata. À volta da praça há numerosos cafés e restaurantes, frequentados pelos transeuntes das ruas comerciais em volta.